# Električni orgazam (album)
Električni orgazam je první studiové album stejnojmenné kapely z Bělehradu. Album obsahuje 11 skladeb, mezi nimiž jsou hity „Nebo“, „Krokodili dolaze“, „Konobar“ a „Vi“. Vyšlo v roce 1981 u nahrávací společnosti Jugoton.

## Album
Toto album vyšlo 3 měsíce po kompilačním albu Paket aranžman. To bylo nahráno v roce 1981.
Píseň „Zlatni papagaj“, rovněž z alba Paket aranžman, byla vydána i na reedicích tohoto alba.

## Sestava
- Baskytara: Marina Vulić
- Bicí: Branko Kuštrin Mango
- Kytara: Ljubomir Jovanović
- Klávesy: Ljubomir Đukić
- Zpěv: Srđan Gojković

## Zajímavosti
- Píseň „Konobar“ vznikla v krčmě.[4]
- Toto album obsahuje další verzi písně „Krokodili dolaze“.